# Бугунь
Бугунь (каз. Бөген) — река в Казахстане, протекает по территории Байдибекского и Отырарского районов Туркестанской области. Относится к бассейну Сырдарьи.

## Описание
Длина реки составляет 164 км, площадь бассейна — 4680 км². Образуется слиянием рек Каттыбугунь (Улькен-Бугунь) и Балабугунь, стекающих с юго-западных склонов хребта Каратау. Пойма шириной 300—600 м. Питание снеговое и грунтовое. Среднегодовой расход воды у поста Красный мост составляет 4,36 м³/с. Ранее впадала в бессточное озеро Кумколь. В 1967 году на реке было построено Бугуньское водохранилище (площадь 65 км²), соединяемое с бассейном Сырдарьи Туркестанским обводнительным каналом. Воды используются для орошения.